# Cercle athlétique Dudelange
 (juillet 2017).
Si vous disposez d'ouvrages ou d'articles de référence ou si vous connaissez des sites web de qualité traitant du thème abordé ici, merci de compléter l'article en donnant les références utiles à sa vérifiabilité et en les liant à la section « Notes et références ».
Le Cercle athlétique Dudelange est un club omnisports localisé dans la ville de Dudelange. Il possède une section d'athlétisme très réputée au Luxembourg.
De plus, une ancienne section de handball a remporté trois titres en championnat du Luxembourg masculin de handball en 1956, 1957 et 1959.

## Notes et références

Ancien logo.